# Cantón de Courrières
El cantón de Courrières era una división administrativa francesa, que estaba situada en el departamento de Paso de Calais y la región de Norte-Paso de Calais.

## Composición
El cantón estaba formado por dos comunas:
- Courrières
- Oignies

## Supresión del cantón de Courrières
En aplicación del Decreto n.º 2014-233 de 24 de febrero de 2014, el cantón de Courrières fue suprimido el 22 de marzo de 2015 y sus 2 comunas pasaron a formar parte; una del nuevo cantón de Carvin y una del nuevo cantón de Hénin-Beaumont-1.